# G Hydrae
Désignations
G Hydrae (en abrégé G Hya) est une étoile binaire présumée de la constellation de l'Hydre. Elle est visible à l'œil nu avec une magnitude apparente de 4,69. Le système présente une parallaxe annuelle de 18,55 mas mesurée par le satellite Gaia, ce qui indique qu'il est distant d'environ 54 pc (∼176 al) de la Terre. Il s'en éloigne à une vitesse radiale héliocentrique de +30 km/s. Le système possède un mouvement propre relativement important, traversant la sphère céleste à un rythme de 252 mas/an et slon un angle de position de 136°.
G Hydrae est une étoile binaire astrométrique probable. Sa composante visible est une géante rouge évoluée de type spectral K2+ IIIb. C'est une étoile du red clump, qui génère son énergie par la fusion de l'hélium dans son noyau. Le rayon de l'étoile est environ 10,8 fois plus grand que le rayon solaire, elle est 42 fois plus lumineuse que le Soleil et sa température de surface est de 4 490 K.
Le système est très probablement la source (avec une chance 99,4 %) de l'émission en rayons X venant de ces coordonnées.